# Corps des cadets d'Omsk

Grand emblème du corps de cadets d'Omsk

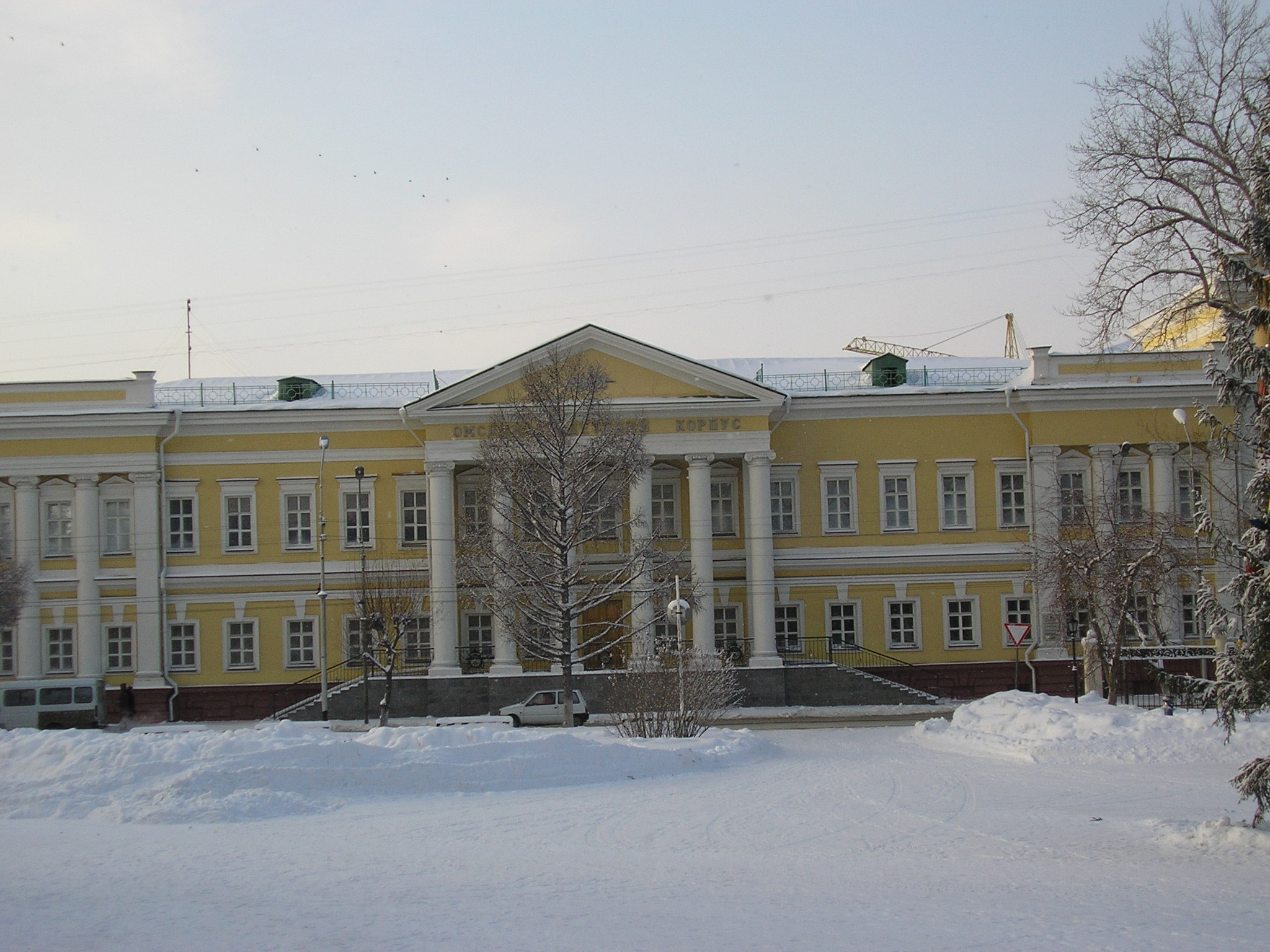
Façade du corps des cadets d'Omsk

Le corps des cadets d'Omsk (en russe : омский кадетский корпус, Omski kadetski korpus) est l'établissement d'enseignement militaire le plus ancien de Sibérie et le cinquième corps de cadets de Russie. Il se trouve à Omsk. Il dépend du ministère de la Défense.

## Histoire
C'est le 1er mai 1813 qu'est fondée une école militaire de cosaques à l'initiative du lieutenant-général Georg Johann von Glasenapp (de) (1751-1819), commandant des forces spéciales de Sibérie et chef de la ligne frontalière de Sibérie. Cette école change de nom plusieurs fois, devenant en 1846 le corps des cadets de Sibérie, en 1866 le gymnasium militaire de Sibérie, en 1882 le corps des cadets de Sibérie, en 1907 le corps des cadets d'Omsk, tout cela sans altération de sa vocation. Il est rebaptisé une dernière fois en 1913 en 1er corps des cadets de Sibérie Alexandre Ier.
Les cadets sont évacués au début de la guerre civile russe à Vladivostok, puis à Shanghai, où l'établissement se maintient pendant quelque temps. Il est transféré ensuite à Split en Yougoslavie, où il ferme finalement ses portes, le 1er février 1925. Certains enseignants et élèves se replient à Sarajevo, d'autres à Bileca.
Entretemps le bâtiment de l'ancien corps de cadets accueille d'autres établissements d'enseignement militaire pour former les futurs officiers de la Russie bolchévique, puis de l'URSS. Ce sont :
- 1919 : 1ers cours d'infanterie de Sibérie
- 1921 : 24e école d'infanterie d'Omsk Komintern
- 1925 : école d'infanterie d'Omsk
- 1926 : école d'infanterie d'Omsk Frounzé
- 1936 : école militaire réunie d'Omsk
- 1937 : école militaire d'Omsk Frounzé
- 1941 : 1re école d'infanterie militaire Frounzé
- 1944 : 1re école du Drapeau rouge d'infanterie militaire Frounzé
- 1958 : école du Drapeau rouge Frounzé du haut-commandement
- 1999 : corps des cadets d'Omsk

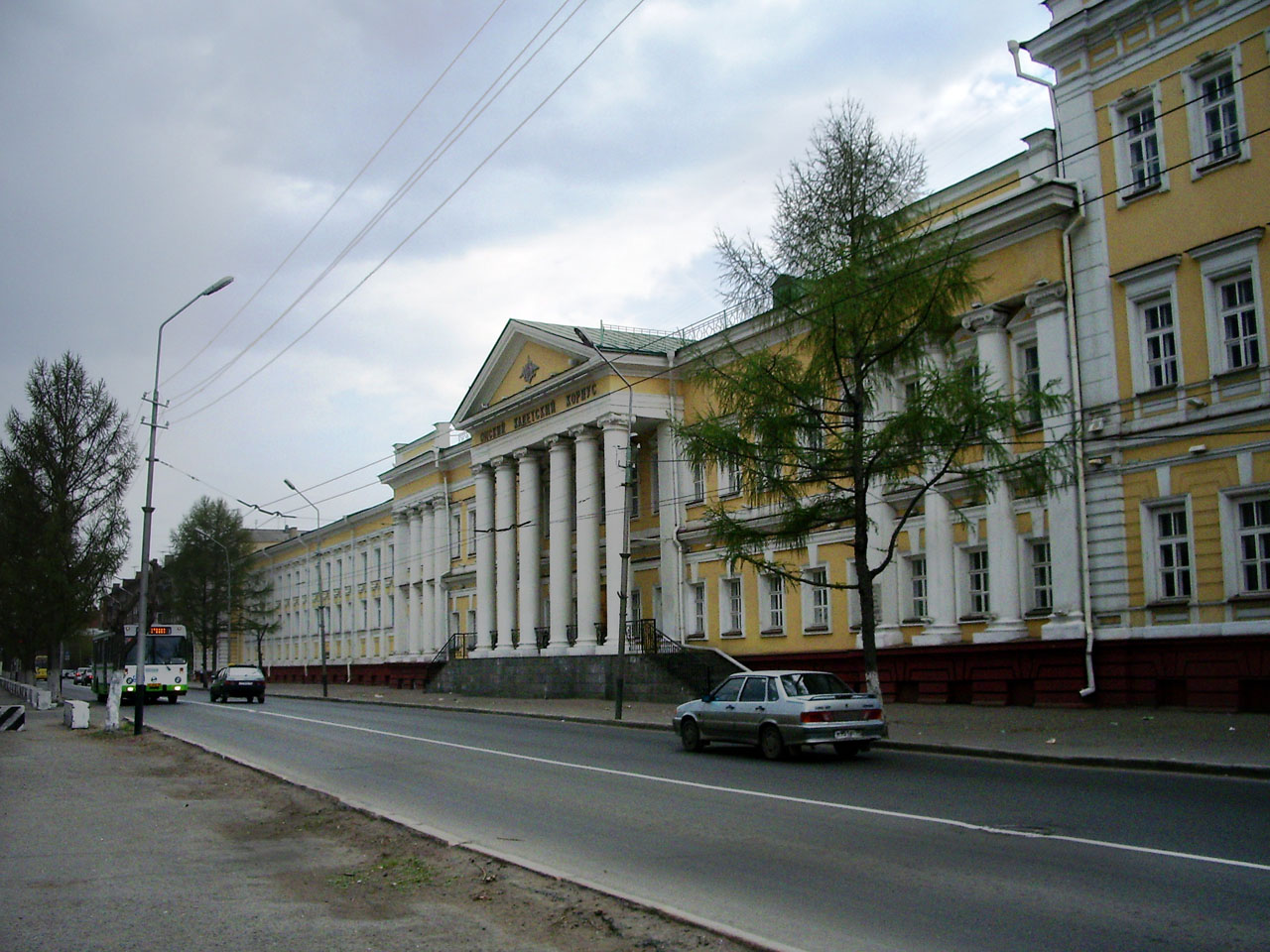
Façade du corps des cadets d'Omsk

C'est en septembre 1999 que le nouveau corps de cadets ouvre ses portes avec deux compagnies d'élèves. Il y a six compagnies en 2001 de six-cents élèves, douze officiers et vingt-quatre enseignants, mais la réforme de 2010 abaisse de 50 % le nombre d'élèves.

## Directeurs jusqu'en 1925
- 1813-1819 : lieutenant-général Georg Johann von Glasenapp (de)
- 1825-1838 : colonel N.L. Tcherkassov
- 1838-1848 : lieutenant-général Fiodor von Schramm
- 1849-1863 : lieutenant-général Alexandre Mikhaïlovitch Pavlovski
- 1863-1874 : major-général Constantin von Linden
- 1874-1887 : major-général Platon Tsytovitch (ru)
- 1887-1888 : major-général Sergueï Alexandrovitch Porokhovchtchikov
- 1888-1892 : major-général Alexandre Reinicke
- 1892-1900 : major-général A.P. Kitcheïev
- 1900-1902 : major-général Mikhaïl Vassilievitch Barsov
- 1902-1906 : major-général Nikolaï Petrovitch Andreïev
- 1906-1917 : lieutenant-général A.A. Medvedev
- 1917-1918 : commissaire Fateïev
- 1918 : commissaire Malenko
- 1918-1921 : major-général Vladimir Narbut
- 1921-1924 : major-général E.V. Roussette
- 1924-1925 : colonel Vassili Popov-Azotov

## Anciens élèves
- Dimitri Kabychev (1880-1945), promotion 1898
- Lavr Kornilov (1870-1918), promotion 1889
- Valerian Kouïbychev (1888-1935), promotion 1905
- Alexandre de Lazari (1880-1942)
- Dmitri Pavlov (1897-1941), promotion 1922
- Grigori Potanine (1835-1920), promotion 1852
- Tchokan Valikhanov (1835-1865), promotion 1853

## Uniforme
Les épaulettes à l’époque impériale était blanches, bordées de jaune, avec le chiffre A d'Alexandre Ier de couleur amarante surmonté d'une couronne impériale de même couleur.

## Source
- (ru) Cet article est partiellement ou en totalité issu de l’article de Wikipédia en russe intitulé « Сибирский кадетский корпус » (voir la liste des auteurs).